# Boophis marojezensis
Boophis marojezensis är en groddjursart som beskrevs av Frank Glaw och Miguel Vences 1994. Boophis marojezensis ingår i släktet Boophis och familjen Mantellidae. IUCN kategoriserar arten globalt som livskraftig. Inga underarter finns listade.